# Milejów (powiat piotrkowski)
Milejów – wieś w Polsce położona w województwie łódzkim, w powiecie piotrkowskim, w gminie Rozprza.
Wieś duchowna, własność opactwa cystersów w Sulejowie położona była w końcu XVI wieku w powiecie piotrkowskim województwa sieradzkiego.
Do 1953 roku miejscowość była siedzibą gminy Krzyżanów. W latach 1954–1972 wieś należała i była siedzibą władz gromady Milejów. W latach 1975–1998 miejscowość należała administracyjnie do województwa piotrkowskiego.
Parafia Milejów została erygowana w XIII w. Nad miejscowością góruje wybudowany w stylu gotyku nadwiślańskiego kościół parafialny pod wezwaniem Opieki św. Józefa, św. Marii Magdaleny i Aniołów Stróżów. Wybudowany w latach 1897-1902 według projektów architekta Konstantego Wojciechowskiego został konsekrowany 22 VII 1903 roku przez bpa Stanisława Zdzitowieckiego. Ołtarz główny w prezbiterium zawiera gotyckie elementy dekoracji, w ołtarzu wmontowane są piękne obrazy: słynący łaskami obraz Matki Bożej Milejowskiej oraz obraz Świętej Rodziny. Umieszczone są rzeźby postaci św. Wojciecha i św. Stanisława. Na samym szczycie ołtarza widnieje rzeźba Boga Ojca z rozłożonymi rękami w geście błogosławieństwa.
W dniu 14 czerwca 1928 r. w kościele milejowskim modlił się prez. II RP Ignacy Mościcki, podczas wizytacji powiatów województwa łódzkiego. 
Przy cmentarzu parafialnym w Milejowie znajduje się cmentarz i pomnik 631 polskich żołnierzy poległych w kampanii wrześniowej w bitwie pod Piotrkowem.
Z Milejowa pochodzą:  
- Dominik Dratwa – polski pedagog, działacz społeczny i samorządowy, polityk, poseł na Sejm II, III i IV kadencji w II RP.
- Jan Kulik – biskup pomocniczy łódzki.

## Zabytki

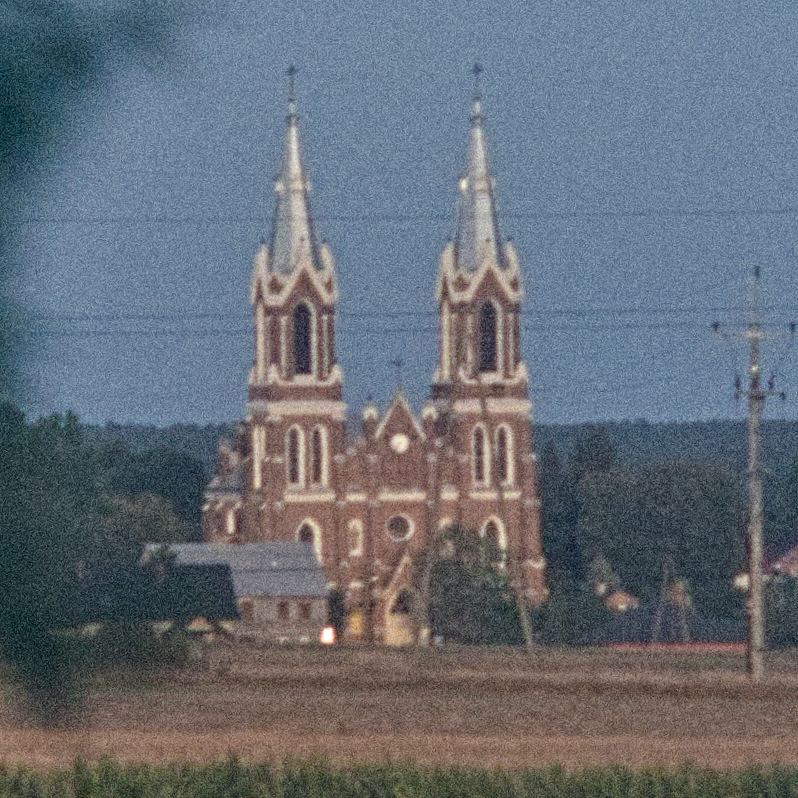
Kościół parafialny w Milejowie (2019)

Według rejestru zabytków Narodowego Instytutu Dziedzictwa na listę zabytków wpisane są obiekty:
- kościół parafialny pw. Opieki św. Józefa, 1897–1902, nr rej.: A/10 z 20.05.2004
- cmentarz kościelny, j.w.
- ogrodzenie cmentarza, j.w.
- park dworski, nr rej.: 313 z 31.08.1983 i z 20.11.1994